# Steve Marlet
Steve Marlet (født 10. januar 1974 i Pithiviers) er en tidligere fransk fodboldspiller og fodboldtræner. Angriberen spillede 23 kampe og scorede 6 mål for det franske fodboldlandshold i perioden 2000-2004.

## Karriere
Marlet var med i den største transferhandel nogensinde for Fulham F.C. indtil juli 2008, da han tilbage i 2001-2002 blev købt for £11.5 millioner. Han scorede kun 11 mål i 54 kampe. I sæsonen 2003-2004 spillede han kun en kamp, dog scorede han i den, og bagefter blev han lånt ud til den franske klub, Marseille i 18 måneder. Det var dog stadig den engelske klub der betalte hans låninger, indtil at hans kontrakt blev annulleret.
Marlet tog til Lorient i august 2006 fra VfL Wolfsburg. Efter hans kontraktperiode i Lorient var udløbet, tog han til Ipswich Town og Chicago Fire som manager.
I juli 2012 tog han tilbage til hans første klub, Red Star i den 3. bedste franske række, hvor han tilbragte de sidste år af hans karriere.
Efter karrieren var en i et år (2012-2013) assistent træner for Red Star 93. I dag er han sportsdirektør i klubben, og har været det siden 2013.

### Stats
Udelukkende liga-kampe
| Club                | Sæson   | Kampe | Mål |
| ------------------- | ------- | ----- | --- |
| Red Star            | 1990–91 | 0     | 0   |
| Red Star            | 1991–92 | 7     | 1   |
| Red Star            | 1992–93 | 31    | 5   |
| Red Star            | 1993–94 | 40    | 9   |
| Red Star            | 1994–95 | 24    | 11  |
| Red Star            | 1995–96 | 35    | 16  |
| AJ Auxerre          | 1996–97 | 24    | 3   |
| AJ Auxerre          | 1997–98 | 18    | 6   |
| AJ Auxerre          | 1998–99 | 32    | 7   |
| AJ Auxerre          | 1999–00 | 33    | 9   |
| Olympique Lyon      | 2000–01 | 31    | 12  |
| Olympique Lyon      | 2001–02 | 5     | 1   |
| Fulham F.C.         | 2001/02 | 25    | 6   |
| Fulham F.C.         | 2002–03 | 28    | 4   |
| Fulham F.C.         | 2003–04 | 1     | 1   |
| Olympique Marseille | 2003–04 | 23    | 9   |
| Olympique Marseille | 2004–05 | 31    | 7   |
| VfL Wolfsburg       | 2005–06 | 21    | 1   |
| FC Lorient          | 2006–07 | 22    | 1   |

## International karriere

### Internationale mål
| #  | Dato             | Hvor                                      | Modstander | Score | Resultat | I hvilken sammenhæng         |
| -- | ---------------- | ----------------------------------------- | ---------- | ----- | -------- | ---------------------------- |
| 1. | 30. maj 2001     | Daegu World Cup Stadium, Daegu, Sydkorea  | Sydkorea   | 1 – 0 | 5 – 0    | FIFA Confederations Cup      |
| 2. | 22. marts 2002   | Stade de France, Saint-Denis, Frankrig    | Skotland   | 5 – 0 | 5 – 0    | Venskabskamp                 |
| 3. | 12. oktober 2002 | Stade de France, Saint-Denis, Frankrig    | Slovenien  | 2 – 0 | 5 – 0    | UEFA Euro 2004 Kvalifikation |
| 4. | 12. oktober 2002 | Stade de France, Saint-Denis, Frankrig    | Slovenien  | 3 – 0 | 5 – 0    | UEFA Euro 2004 Kvalifikation |
| 5. | 20. august 2003  | Stade de Genève, Genève, Schweiz          | Schweiz    | 2 – 0 | 2 – 0    | Venskabskamp                 |
| 6. | 24. maj 2004     | Stade de la Mosson, Montpellier, Frankrig | Andorra    | 4 – 0 | 4 – 0    | Venskabskamp                 |